# Данска на Светском првенству у атлетици на отвореном 2009.
Данска је учествовала на 12. Светском првенству 2009. одржаном у Берлину од 15. до 23. августа, учествовала дванаести пут, односно на свим првенствима до данас. Репрезентацију Данске представљало је 3 спортиста који су се такмичили у исто толико дисциплина.
На овом првенству атлетичари Данске нису освојили ниједну медаљу нити су се пласирали у финала својих дисциплина. Није оборен ниједан рекорд, а постигнут је један најбољи лични резултат сезоне.

## Учесници
| Дисциплина    | Спортисти | Спортисти         |
| Дисциплина    | Мушкарци  | Жене              |
| ------------- | --------- | ----------------- |
| Маратон       | -         | Annemette Aagaard |
| 400 м препоне | -         | Сара Петерсен     |

| Дисциплина | Спортисти      | Спортисти |
| Дисциплина | Мушкарци       | Жене      |
| ---------- | -------------- | --------- |
| Скок удаљ  | Мортен Јеннсен |           |

## Резултати

### Мушкарци
| Атлетичар      | Дисциплина | Лични рекорд | Квалификације | Квалификације | Финале               | Финале        | Детаљи |
| Атлетичар      | Дисциплина | Лични рекорд | Резултат      | Место         | Резултат             | Место         | Детаљи |
| -------------- | ---------- | ------------ | ------------- | ------------- | -------------------- | ------------- | ------ |
| Мортен Јеннсен | скок удаљ  | 8,25 НР      | 7,75          | 16. у гр. Б   | Није се квалификовао | 29. / 42 (45) |        |

### Жене
| Атлетичарка       | Дисциплина    | Лични рекорд | Квалификације | Квалификације | Полуфинале | Полуфинале | Финале                | Финале       | Детаљи |
| Атлетичарка       | Дисциплина    | Лични рекорд | Резултат      | Место         | Резултат   | Место      | Резултат              | Место        | Детаљи |
| ----------------- | ------------- | ------------ | ------------- | ------------- | ---------- | ---------- | --------------------- | ------------ | ------ |
| Annemette Aagaard | маратон       | 2:35:00      |               |               |            |            | 2:41:48 ЛРС           | 44 /59 (73)  |        |
| Сара Петерсон     | 400 м препоне | 56,40        | 56,51         | 4. у гр. 3    | 56,99      | 7 у пф.3   | Није се квалификовала | 20. /37 (39) |        |